# 補貼
補貼，津贴是一種普遍實施於特定个人、家庭或企業的經濟援助或支持形式，通常用以促進經濟政策和社會政策。 雖然補貼通常從政府延伸而來，但該用語可以與任何類型的支持相關—例如來自非政府組織或隱性補貼（英語：implicit subsidy）。 補貼有多種形式，包括直接之現金補助、無息貸款，以及間接之徵稅減免、保險、低息貸款、加速折舊、租金回贈等。 補貼被用以促進商品的生產、出口或消費和投資。補貼是對市場經濟之政治干預，旨在促進市場參與者的特定種類行為。因此，它們是經濟政策工具的一部分。
此外，它們可以是廣泛或針對特定對象、合法的或非法的、道德的或不道德的。 最常見的補貼形式是對生產者或消費者的補貼。生產者/生產過程補貼通過提供市場價格支持、直接支持或支付給生產要素來確保生產之狀況更好。 消費者/消費過程補貼通常會降低商品和服務對消費者的價格。 例如，在美國汽油之售價曾低於瓶裝水。 此外，獲補貼支持者通常與公眾利益有關，例如農產品之補貼政策。
對反對者來說，補貼會被認為是商業上的福利。補貼可視作稅的相反，而補貼也可以減稅的形式提供，這種補貼被稱為稅式支出（英語：tax expenditures）或徵稅減免。
補貼令消費者無需付出全費購買商品，但亦防止消費者獲得全面價值，補貼的社會是一個消費性社會，因為它不公平地鼓勵消費。在自由市場的情況下，消費者會作出對交易獲得最高價值的選擇，但在補貼的經濟情況下，受到補貼的產品將比不消費有人為的更高價值。補貼的代價由稅項付出。